# Anchitestudinella mekongensis
Anchitestudinella mekongensis är en hjuldjursart som beskrevs av Berzinš 1973. Anchitestudinella mekongensis ingår i släktet Anchitestudinella och familjen Testudinellidae. Inga underarter finns listade i Catalogue of Life.